# فلنذهب مع بانشو فيا (فلم)
فلنذهب مع بانشو فيا قالب:إس هو فيلم مكسيكي من المخرج فرناندو دي فوينتيس في عام 1936 ، حيث كان آخر جزء من ثلاثية المخرج عن الثورة.
الفيلم مبني على رواية  تركز على وحشية الثورة المكسيكية وبانشو فيا نفسه وهو مخالف لمعظم الأفلام المكسيكية التي تناولت هذا البطل.
يُعتقد إن هذا الفيلم هو أول فيلم مكسيكي فائق الإنتاج مما أدى إلى إفلاس الشركة التي صنعته.

## روابط خارجية
- فلنذهب مع بانشو فيا على موقع IMDb (الإنجليزية)
- فلنذهب مع بانشو فيا على موقع نتفليكس (الإنجليزية)
- فلنذهب مع بانشو فيا على موقع Turner Classic Movies (الإنجليزية)
- فلنذهب مع بانشو فيا على موقع فيلمافينيتي (الإسبانية)
- فلنذهب مع بانشو فيا على موقع قاعدة بيانات الفيلم (الإنجليزية)
- فلنذهب مع بانشو فيا على موقع ليتربوكسد (الإنجليزية)
- فلنذهب مع بانشو فيا على موقع كينوبويسك (الروسية)